# Episodi di Carnivàle (seconda stagione)
La seconda e ultima stagione della serie televisiva Carnivàle è stata trasmessa in prima visione negli Stati Uniti da HBO dal 9 gennaio al 27 marzo 2005.
In Italia è stata trasmessa in prima visione su Sky da Jimmy dall'11 settembre al 27 novembre 2005.
| nº | Titolo originale        | Titolo italiano                         | Prima TV USA     | Prima TV Italia   |
| -- | ----------------------- | --------------------------------------- | ---------------- | ----------------- |
| 1  | Los Moscos              | Il profeta verrà                        | 9 gennaio 2005   | 11 settembre 2005 |
| 2  | Alamogordo, NM          | Il guardiano della devastazione         | 16 gennaio 2005  | 18 settembre 2005 |
| 3  | Ingram, TX              | Ingram, TX                              | 23 gennaio 2005  | 25 settembre 2005 |
| 4  | Old Cherry Blossom Road | La strada del vecchio ciliegio in fiore | 30 gennaio 2005  | 2 ottobre 2005    |
| 5  | Creed, OK               | L'uomo delle maschere                   | 6 febbraio 2005  | 9 ottobre 2005    |
| 6  | The Road to Damascus    | Verso Damasco                           | 13 febbraio 2005 | 16 ottobre 2005   |
| 7  | Damascus, NE            | Il ritorno di Scudder                   | 20 febbraio 2005 | 23 ottobre 2005   |
| 8  | Outskirts, Damascus, NE | Le ultime parole del profeta            | 27 febbraio 2005 | 30 ottobre 2005   |
| 9  | Lincoln Highway         | Lincoln Highway                         | 6 marzo 2005     | 6 novembre 2005   |
| 10 | Cheyenne, WY            | I cavalieri di Gerico                   | 13 marzo 2005    | 13 novembre 2005  |
| 11 | Outside New Canaan      | Alle porte di New Canaan                | 20 marzo 2005    | 20 novembre 2005  |
| 12 | New Canaan, CA          | New Canaan, CA                          | 27 marzo 2005    | 27 novembre 2005. |